# Rover 400er-Serie
Rover 400, später als Rover 45 bezeichnet, ist eine Pkw-Modellreihe der unteren Mittelklasse des britischen Fahrzeugherstellers Rover, die von Frühjahr 1990 bis Mitte 2005 produziert wurde. Die Fahrzeuge wurden gemeinsam mit Honda entwickelt und basieren technisch auf dem Honda Concerto (1. Generation Rover 400) und dem Honda Civic bzw. dem Honda Domani (2. Generation Rover 400 / Rover 45).

## Rover 400 (R8, 1990–1995)
Der Rover 400 wurde im April 1990 als viertürige Stufenhecklimousine auf der Basis des seit 1989 mit Schrägheck erhältlichen Rover 200 der 2. Generation vorgestellt.
Wie der Rover 200 entstand der Rover 400 aus einer Kooperation mit Honda. Er basierte auf dem Honda Concerto, der auch in Europa erhältlich war und gemeinsam mit dem Rover 400 im Rover-Werk in Longbridge produziert wurde. Der Rover übernahm die Karosserie und diverse mechanische Komponenten des Honda-Modells, die Innenausstattung stammte jedoch vom Rover 200. Im Sommer 1993 kam der Tourer genannte Kombi hinzu. Er wurde bis 1998 produziert, da für die 2. Modellgeneration kein Kombi entwickelt wurde. Die Dieselmotoren (1,8-Liter mit Turbolader, 1,9-Liter-Saugmotor) stammten von PSA Peugeot Citroën.
Bei einem Radstand von 2550 mm waren die Fahrzeuge 4365 mm lang, 1690 mm breit und 1400 mm hoch. Das Leergewicht war mit 1020 bis 1160 kg angegeben.

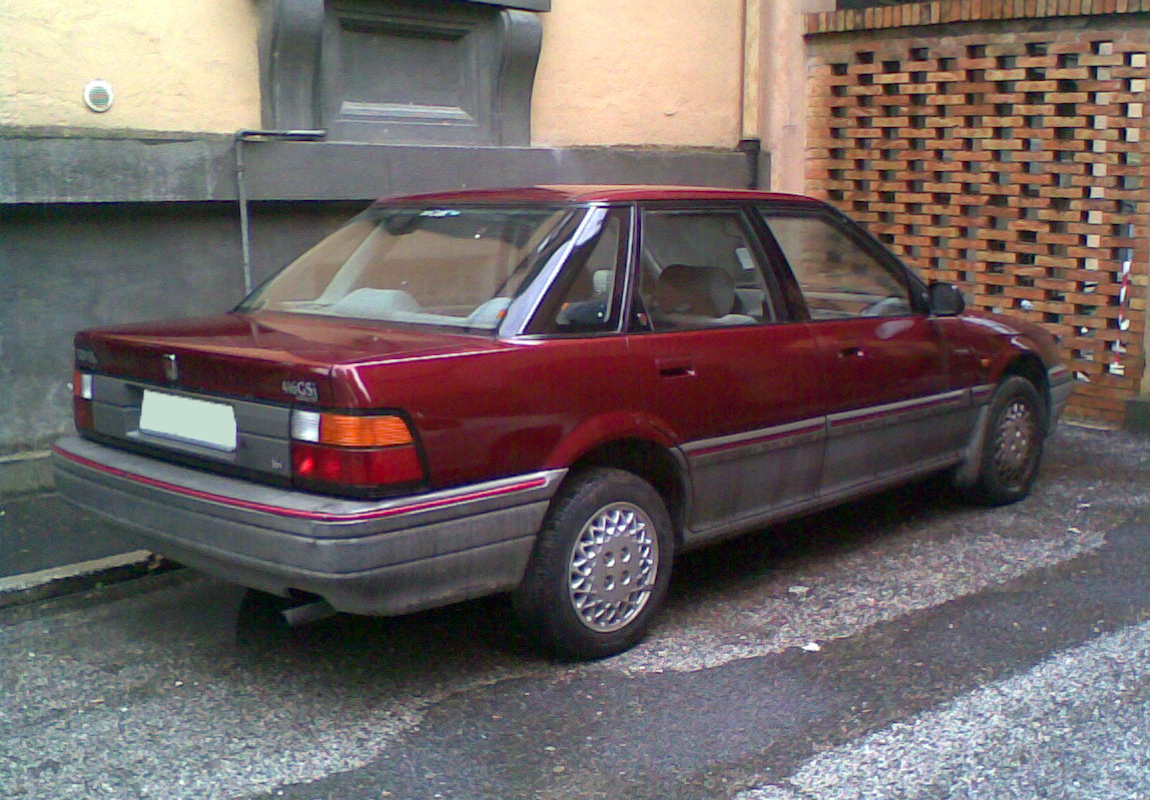
Heckansicht
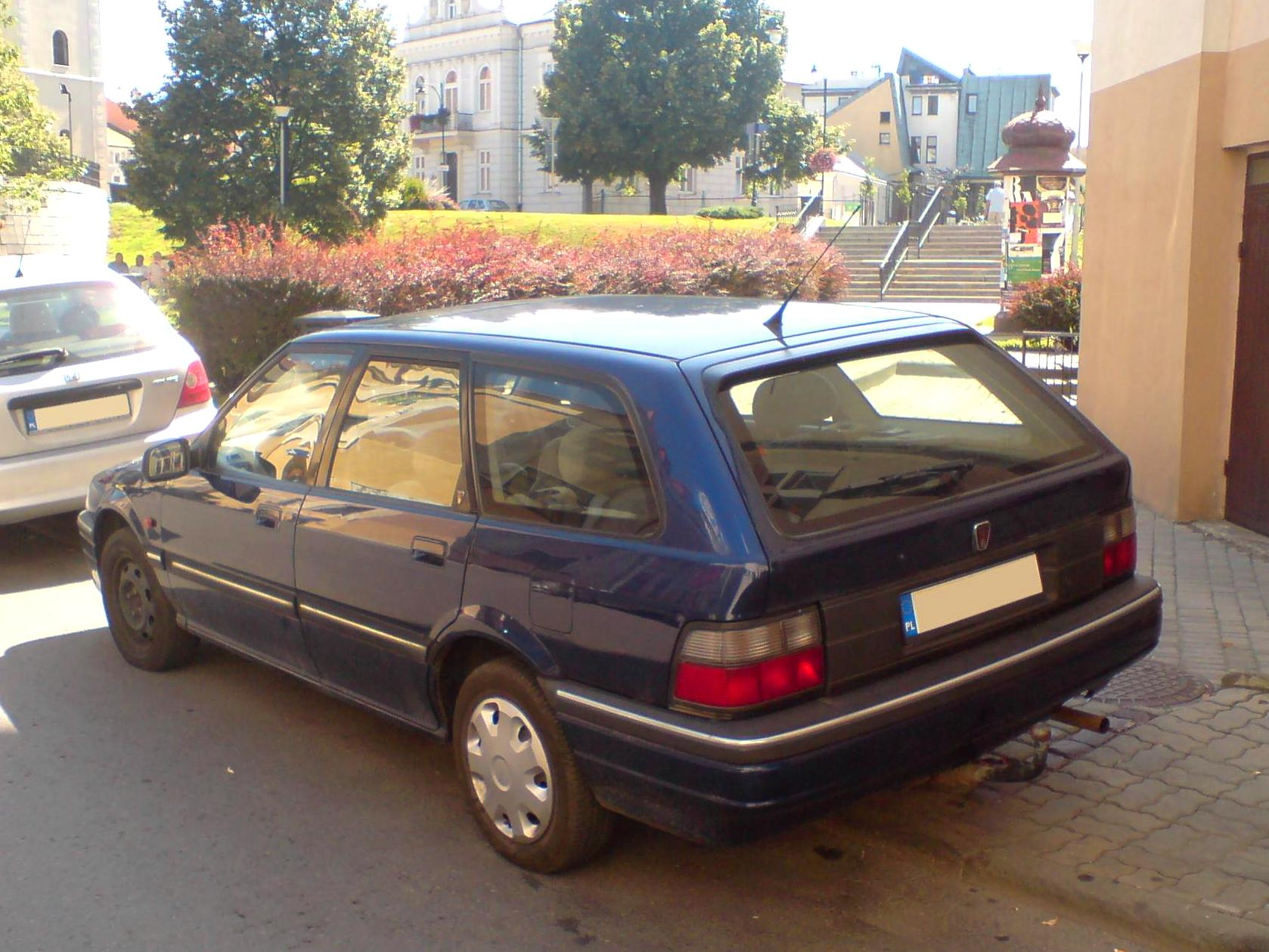
Rover 400 Tourer (1993–1995)

## Rover 400 (HH-R, 1995–1999)
Die zweite Generation des Rover 400 wurde im Mai 1995 als Schräghecklimousine und kurz darauf als Stufenhecklimousine auf dem Markt gebracht. Das Modell basierte technisch auf dem fünftürigen Honda Civic, der auch im Frühjahr 1995 erschien. Den ebenfalls 1995 vorgestellten Rover 200 der 3. Generation hatte Rover in eigener Regie überarbeitet, diese Modellreihe wurde fortan unabhängig weiter entwickelt.
Als Antrieb dienten 1,4-Liter- und 1,6-Liter-Motoren der Rover K-Serie, ein 1,6-Liter-SOHC-Motor der Honda D-Serie (nur mit Automatikgetriebe) und der 2,0-Liter-Benzinmotor der Rover T-Serie sowie wie der 2,0-Liter-Turbodiesel der größeren Rover 600er-Serie. Die Rover 400er-Serie entsprach in der Größe dem Ford Escort, aber Rover versah unter anderem das Armaturenbrett mit Holzapplikationen (die Leiste im Armaturenbrett war dabei aus echtem Furnier, die Leisten in den Türen und Mittelkonsole waren Imitat) und platzierte das Modell preislich auf dem Niveau des Ford Mondeo. Dies führte dazu, dass die Wagen trotz Anfangserfolgen die Verkaufszahlen der ersten 200er-/400er-Generation nicht mehr erreichen konnten.
Diese Rover-Baureihe wurde schon in der Grundversion gut ausgestattet und konnte durch Extras wie Alarmanlage mit Ultraschall-Innenraumüberwachung, Lederausstattung, Klimaanlage, elektrischen Glasschiebe-Hubdach und vierfachen elektrischen Fensterhebern etc. weiter aufgewertet werden, womit die 400er-Baureihe gehobenen Ansprüchen genügte. Die Ersatzteilversorgung ist bedingt durch die seinerzeitige Kooperation mit Honda bis heute (Stand 2016) gesichert. Als Gebrauchtwagen wird insbesondere die Version mit dem 1.6l Honda-SOHC-Motor bevorzugt, da die Motoren der Rover K-Serie unter Problemen mit schwachen Zylinderkopfdichtungen litten, die nicht selten durchbrannten und teure Reparaturen nach sich zogen.
Bei einem Radstand von 2620 mm waren die Limousinen 4315 mm lang, 1695 mm breit und 1395 mm hoch. Die Maße des Kombis betrugen 4370 mm Länge, 1680 mm Breite und 1400 mm Höhe. Das Leergewicht war mit 1120 bis 1210 kg angegeben.

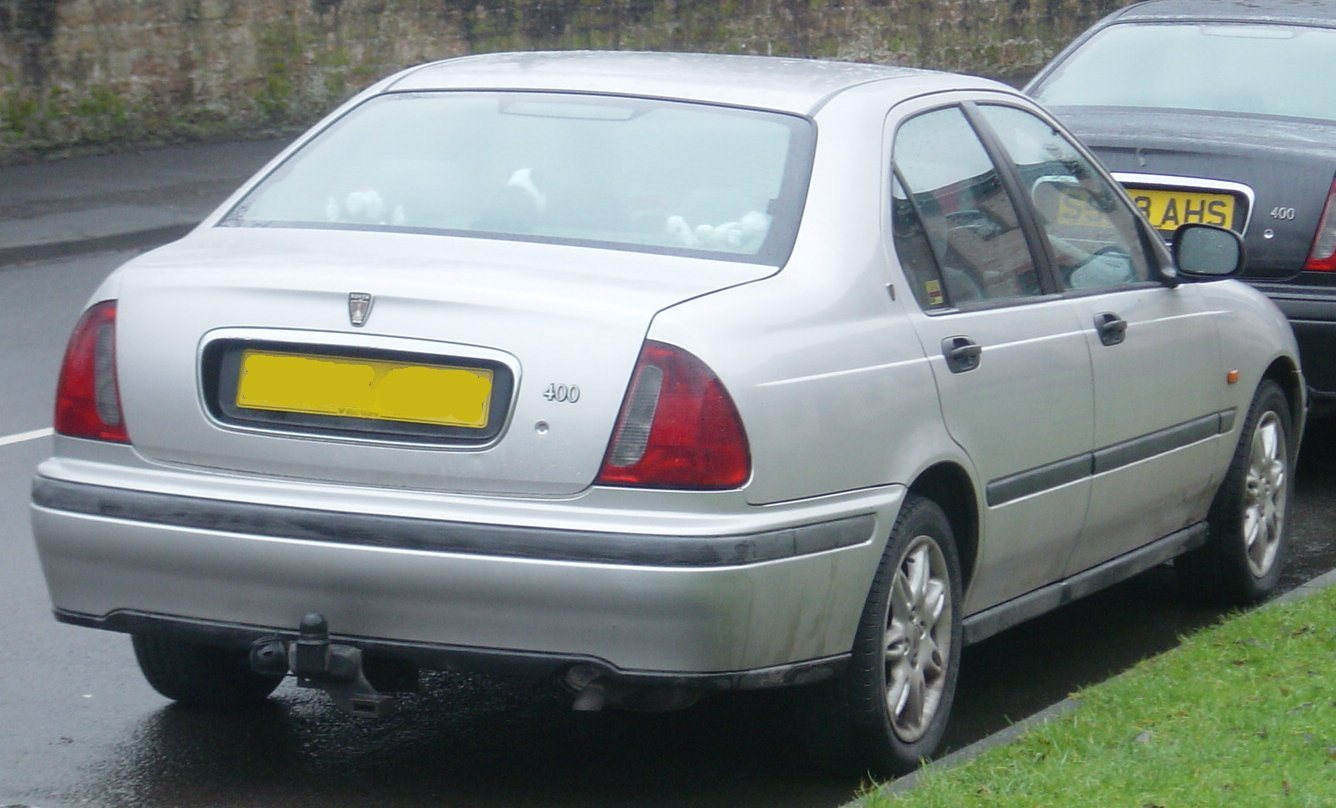
Rover 400 Stufenheck

## Rover 45 (1999–2005)
Im Herbst 1999 wurde der Rover 400 nach einer konzernweiten Umstrukturierung unter der Federführung von BMW in Rover 45 umbenannt und einem umfangreichen Facelift unterzogen. Die äußere Optik orientierte sich vorwiegend an dem neuen Rover 75.
Die Benzinmotoren mit 1,4, 1,6 und 1,8 l Hubraum sowie der 2,0-l-Diesel wurden von der 400er-Serie übernommen, der 2,0-l-Vierzylinder-Benziner wurde durch den 2,0-l-V6 des größeren Rover 75 ersetzt, letzterer war nur als Stufenheckvariante erhältlich.
Der 45 bekam die besseren Sitze aus dem größeren 75 und verbesserte Radaufhängungen, um ein ausgewogenes Fahrverhalten und eine bessere Kurvenwilligkeit zu erzielen. Dadurch erreichte und übertraf der Rover 45 (insbesondere ab 2003, als er die Fahrwerkskomponenten mit den MG-Modellen teilte) die meisten Konkurrenten in den Fahreigenschaften.
Den Rover 45 gab es auch mit einem CVT-Getriebe, das vom deutschen Zulieferer ZF Friedrichshafen stammte und bereits im MG F/TF Verwendung fand. Die besondere Konstruktion des CVT-Getriebes hatte einen ölgekühlten laminierten Stahlgurt (mit externem Ölkühler), der auf verschiebbaren Konen lief. Das führte zu vielen Reklamationsfällen, welche die MG Rover Group an den deutschen Zulieferer verwies. Da BMW die MG-Rover-Fertigungsstätte für handgeschaltete Getriebe betrieb, musste Rover die Getriebe von BMW kaufen. Als BMW die Preise erhöhte, wurden spätere Rover 25-/45-Modelle mit bis zu 1,6 Litern Hubraum mit Ford-Getrieben ausgestattet.
Anfangs verkaufte sich der Rover 45 dank seiner guten Ausstattung, seinem komfortablen Innenraum und den verringerten Preisen gut. Die Verkaufszahlen gingen zurück, als besser ausgestattete und modernere Konkurrenten wie der Peugeot 307 und der Renault Mégane erschienen. Gegenüber seinen Konkurrenten wirkte das Styling des noch auf dem Honda Domani von 1992 basierenden 45 unmodern, obwohl die Fahrdynamik ebenbürtig oder besser war als die der Mitbewerber.
Bei unverändertem Radstand von 2620 mm waren die Fahrzeuge 4362 mm lang, 1696 mm breit und 1394 mm hoch. Das Leergewicht war mit 1180 bis 1340 kg angegeben.

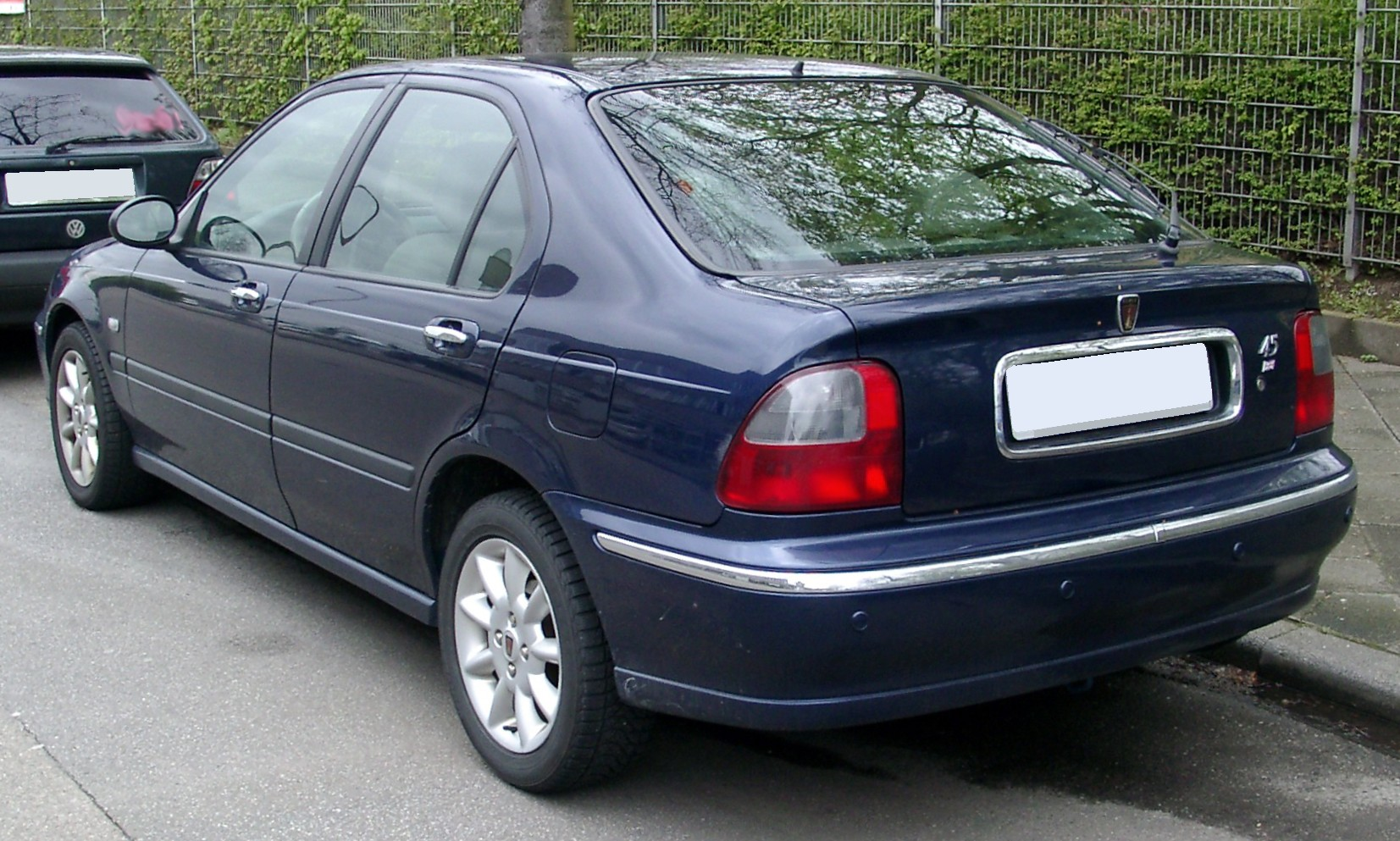
Heckansicht
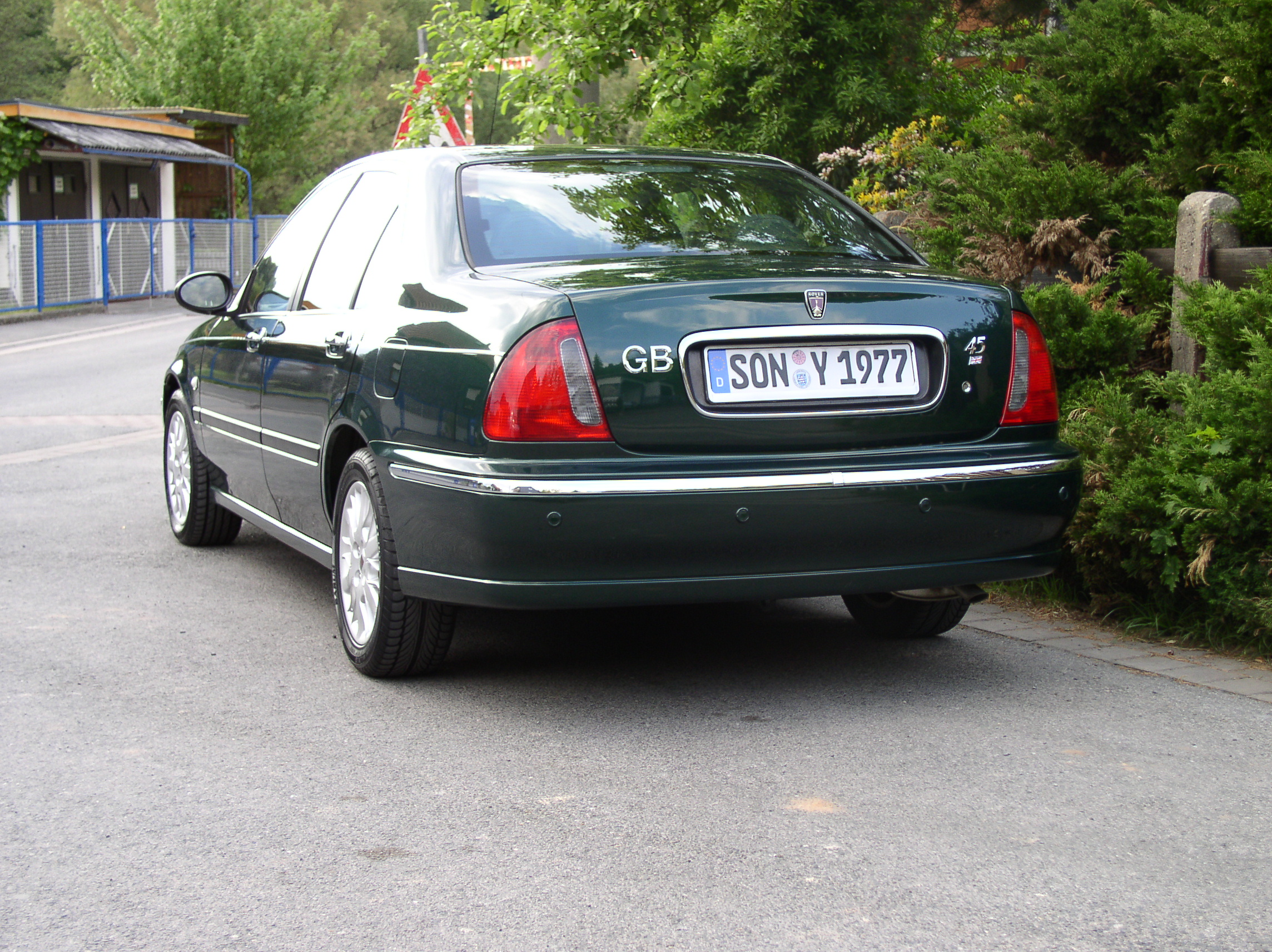
Rover 45 Stufenheck (1999–2004)
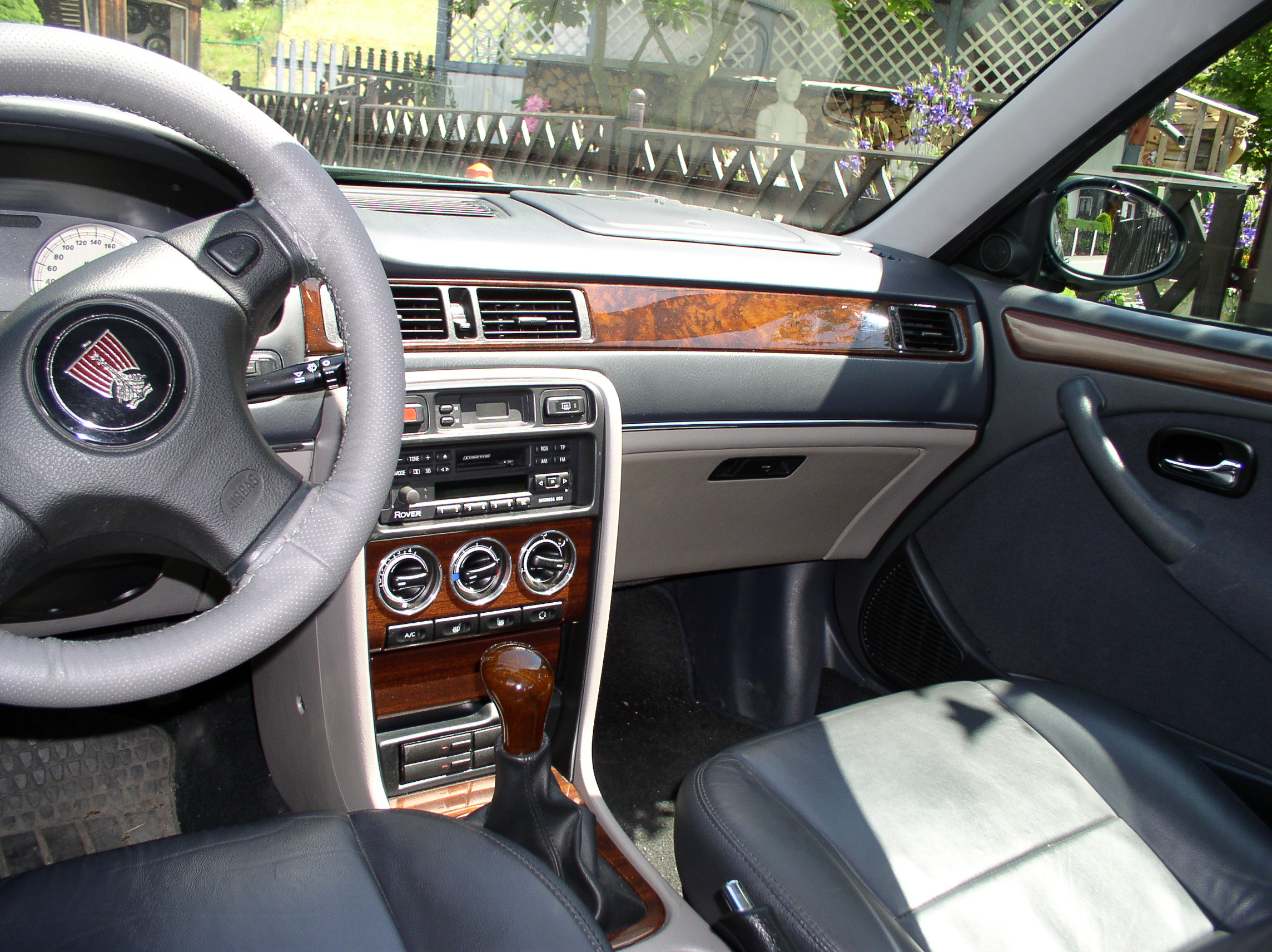
Innenraum

### Modellpflege
Ab Sommer 2001 wurde der MG ZS als sportliche und elegantere Variante angeboten. Ein Facelift im Frühjahr 2004 war der letzte Versuch der MG Rover Group, die Verkaufszahlen des Rover 45 zu verbessern. Er erhielt eine neue Front und ein neues Heck, ein überarbeitetes Armaturenbrett, ein neu abgestimmtes Fahrwerk, eine verbesserte Ausstattung und wurde außerdem mit Preisnachlass verkauft, was durch das Produktionsende des Honda Domani in Japan nötig wurde. Die Produktion endete mit der Insolvenz der MG Rover Group.

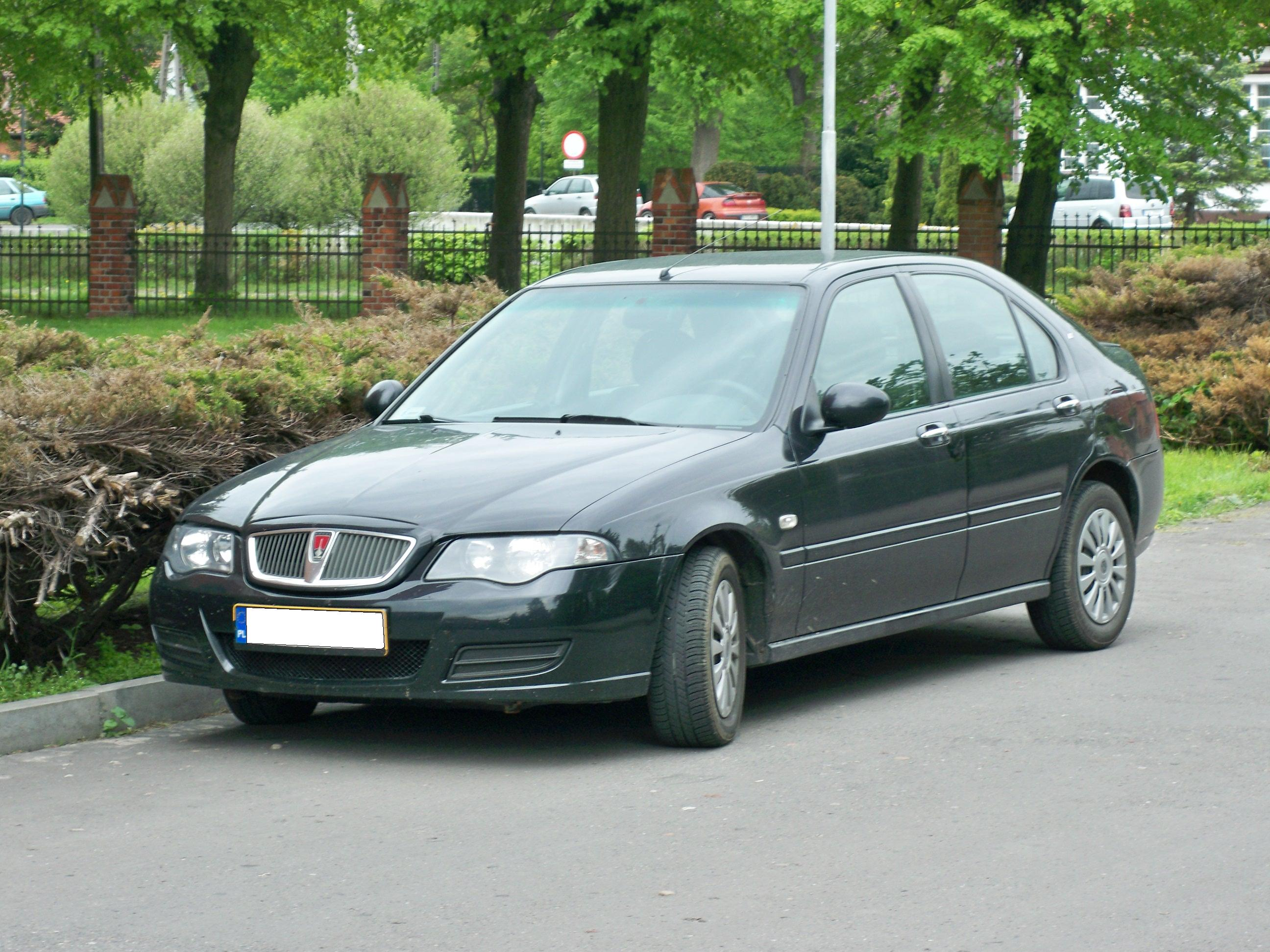
Rover 45 Schrägheck (2004–2005)
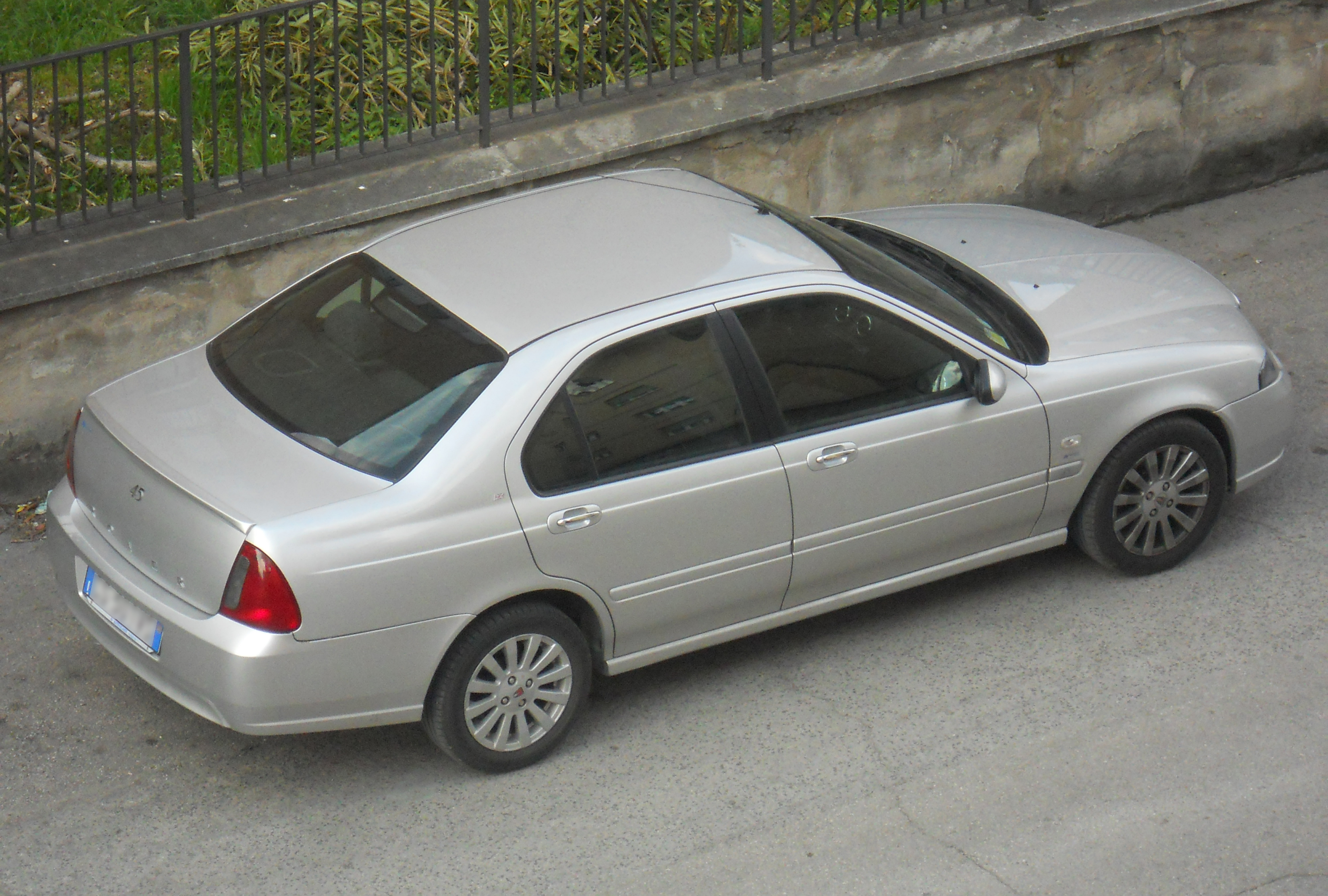
Rover 45 Stufenheck (2004–2005)

## Nachfolger
Ab 2001 versuchte die MG Rover Group, den 45 durch ein auf einer verkürzten Rover-75-Plattform basierendes neues Modell zu ersetzen. Dieses Fahrzeug hatte den Codenamen „RDX60“ und wurde zuerst als „Rover TCV“ präsentiert. Es wäre größer als seine Wettbewerber gewesen und hätte über ähnliche Fahreigenschaften wie der Rover 75 verfügt.
Noch während der Konstruktionsphase musste jedoch der Designpartner von MG Rover, die Tom Walkinshaw Racing (TWR), Vergleich anmelden, da sie für ihr Formel-1-Team Arrows einstehen musste. MG Rover verlor so die meisten der CAD-Zeichnungen für den neuen Wagen und erlitt dadurch einen Verlust von 100 Millionen GBP. Schließlich musste MG Rover noch weitere Millionen an den Sequester von TWR bezahlen, um wieder in den Besitz der CAD-Zeichnungen zu gelangen. Durch diesen Rückschlag verlor die MG Rover Group viele Designer, Modellentwürfe und Quellen und war nicht mehr in der Lage zu einem Neuanfang.
Eine Rettung schien zunächst möglich, nachdem ein Joint-Venture zwischen MG Rover und der chinesischen SAIC erwogen wurde. Die SAIC benötigte mehr als ein Jahr, um dem Vorschlag zuzustimmen; nach dem Ablauf dieser entscheidenden Zeit verfügte MG Rover jedoch über keine finanziellen Mittel mehr, da sich die überarbeiteten Modelle 25, 45 und 75 nicht mehr gut verkauften und schließlich der 75 V8 herausgebracht wurde.